# Сан-Бенедетто-фуори-Порта-Сан-Паоло (титулярная диакония)
Сан-Бенедетто-фуори-Порта-Сан-Паоло (лат. Titulus Sancti Benedicti extra Portam Sancti Pauli) — титулярная церковь была создана Папой Иоанном Павлом II 28 июня 1985 года.. Титулярная диакония принадлежит церкви Сан-Бенедетто-фуори-Порта-Сан-Паоло, расположенной в квартале Рима Остиенсе, на виа дель Газометро.

## История
В 1912 году Папа Пий X хотел построить церковь в квартале Остиенсе, недалеко от газгольдера, таким образом, желая обеспечить духовную жизнь постоянного населения, но, к сожалению, он умер, прежде чем смог увидеть начало работ. Его преемник, Бенедикт XV, обязался начать их, но после ряда неудач, и только после его смерти работа началась. Только в 1925 году, в понтификат Пия XI, церковь была окончательно завершена и тогда официально возведена в статус приходской церкви 3 июня 1926 года апостольской конституцией «Nostri pastoralis officii».
Сегодня её окормление возложено на священников общества Святого Павла.

## Список кардиналов-дьяконов и кардиналов-священников титулярной диаконии Сан-Бенедетто-фуори-Порта-Сан-Паоло
- Акилле Сильвестрини — (28 мая 1988 — 9 января 1999), титул pro illa vice (9 января 1999 — 29 августа 2019, до смерти);
  - вакантно (2019 — 2023);
- Кристоф Пьер — (30 сентября 2023 — по настоящее время).